# Fourques (Pyrénées-Orientales)
Fourques (katalanisch Forques) ist eine französische Gemeinde mit 1333 Einwohnern (Stand 1. Januar 2022) im Département Pyrénées-Orientales in der Region Okzitanien. Sie gehört zum Arrondissement Céret und zum Kanton Les Aspres.

## Nachbargemeinden
Nachbargemeinden von Fourques sind Terrats im Norden, Trouillas im Nordosten, Passa im Südosten, Tordères im Süden und Montauriol im Westen.

## Bevölkerungsentwicklung
| Jahr      | 1962 | 1968 | 1975 | 1982 | 1990 | 1999 | 2013 |
| Einwohner | 663  | 687  | 642  | 670  | 673  | 761  | 1183 |

## Sehenswürdigkeiten
- Porte fortifiée (13./14. Jahrhundert, Monument historique)
- Kirche Saint-Martin
- Kirche Saint-Vincent (10./11. Jahrhundert, Monument historique)